# Tabanus lacustris
Tabanus lacustris är en tvåvingeart som beskrevs av Stone 1935. Tabanus lacustris ingår i släktet Tabanus och familjen bromsar. Inga underarter finns listade i Catalogue of Life.